# الأصول المنشأة للصحة والمرض
الأصول المنشأة للصحة والمرض (اختصارًا DOHaD) هي منهج لعوامل البحث الطبي التي يمكن أن تؤدي إلى تطور الأمراض البشرية أثناء تطور الحياة المبكر. تشمل هذه العوامل دور التعرض قبل وأثناء الولادة للعوامل البيئية مثل نقص التغذية والإجهاد والمواد الكيميائية البيئية وما إلى ذلك. يتضمن هذا النهج التركيز على الأسباب اللاجينية للأمراض المزمنة غير المعدية لدى البالغين. بالإضافة إلى الأمراض الجسدية يمكن أيضاً التنبؤ بالحالة النفسية للجنين من خلال العوامل اللاجينية.